# 克羅夫特鎮區 (北達科他州伯利縣)
克羅夫特鎮區（英語：Crofte Township）是位於美國北達科他州伯利縣的一個鎮區。

## 地方資料
克羅夫特鎮區的面積為93.66平方千米，皆為陸地。根據2010年美國人口普查的數據，當地共有人口199人，而人口密度為每平方千米2.12人。